# Laguna Salada (Mexikó)
A Laguna Salada (nevének jelentése: sós tó) egy mélyföld Mexikó Alsó-Kalifornia államában. A tenger szintje alatt 5–10 méterrel terül el, így az ország legmélyebben fekvő része. Az idő legnagyobb részében homoksivatag, de csapadékos időben feltöltődik vízzel.

## Leírása
A Laguna Salada Mexicali városától délnyugati irányban, az ország északi határának közelében emelkedő Cerro El Centinelától délre, a Colorado folyó deltájában terül el. Az észak–déli irányban hosszan, keskeny rombusz alakjában elnyúló mélyföldet keleti irányból a Sierra Cucapá és a Sierra El Mayor, nyugatról a Sierra de Juárez határolja. Területén a hőmérséklet 12 és 49 °C között változik, az éves csapadékmennyiség mindössze 5 mm.
Fő medencéjének hossza mintegy 50 km, szélessége 20 km körüli, de déli–délkeleti irányban egy keskeny nyúlványa is van. A Mexicalit San Felipével összekötő út megépítése előtt a terület jórészt száraz volt, de a Kaliforniai-öböl szélsőségesen magas vízállása esetén a víz beömlött ide is. 1973 és 1974 között csatornát építettek a Colorado folyóból, ami állandó tóvá alakította a Laguna Saladát, ekkor halászat is folyt itt. A vízállás ebben az időben is függött a csapadék mennyiségétől: volt olyan időszak, amikor a tó hossza a 60 km-t is elérte, mélysége 0,2–4 méter között változott. Az 1980-as évek óta ismét többnyire száraz.
A kiszáradt tó több nemzetközi eseménynek adott már helyet. 2003-ban, Mexicali centenáriumi ünnepségének alkalmából itt koncertezett 40 000 ember előtt egyik utolsó nagy útján Luciano Pavarotti, valamint itt forgatták 2004-ben a Bőrnyakúak című filmet, később pedig a Kaptár 2007-ben megjelent harmadik részét, a Teljes pusztulást is. Szintén helyszíne volt Bear Grylls egyik túlélőműsorának is.
2012 óta évente (novemberenként) rendeznek a Laguna Salada területén ultramaratoni versenyt is: első évben 65 km-es távolságon, majd évről évre 1–1 km-rel hosszabban.